# Schleuse Zwenzow
Die Schleuse Zwenzow ist eine Schleuse am Kilometer 92,50 der Oberen Havel-Wasserstraße im Süden des Landkreises Mecklenburgische Seenplatte in Mecklenburg-Vorpommern (Deutschland). Die Schleuse verbindet den Useriner See mit dem Großen Labussee. Neben der Schleusenkammer befindet sich eine Bootsschleppe mit Slipwagen für Wasserwanderer sowie eine Fischtreppe, die die beiden Seen verbindet. Mit 80 Meter Länge ist die Schleusenkammer die längste in der Mecklenburger Seenplatte. Da der Useriner See nur noch mit Sondergenehmigung mit von Verbrennungsmotoren angetriebenen Wasserfahrzeugen befahren werden darf, hat die Schleuse nur eine geringe Bedeutung für die Schifffahrt. Die Zuständigkeit der Wasserstraßen- und Schifffahrtsverwaltung des Bundes endet im Unterwasser der Schleuse.

## Karten
- Folke Stender (Redaktion): Sportschifffahrtskarten Binnen 1. Nautische Veröffentlichung Verlagsgesellschaft. ISBN 3-926376-10-4.